# Concilios de Toulouse
En la ciudad de Toulouse a lo largo de su historia se celebraron varios concilios.

## Relación histórica

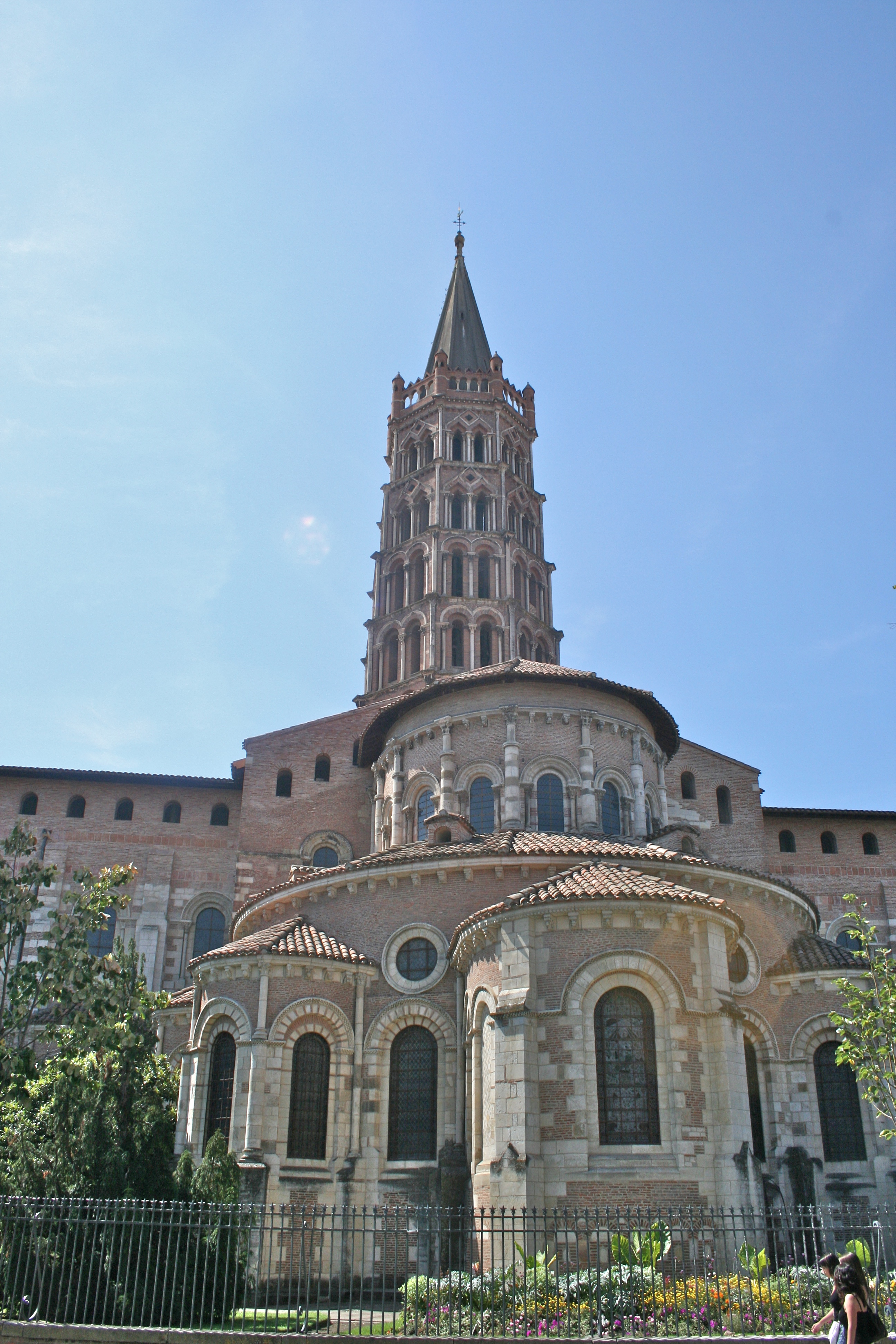
Basílica de San Sernín de Toulouse

- 355: Concilio de las Galias (o en Poitiers).
- 506 o 507: Convocado por Alarico II para que se adoptara su Lex Romana Visigothorum (código de Alarico). Sólo se sabe a través de una carta de Cesáreo de Arles.
- 828 y 829: Bajo la presidencia del arzobispo de Arlés, Notón;[1] las actas de estos concilios se pierden.
- junio 844: Carlos II el Calvo promulga una capitular en nueve artículos, insertados en la colección de concilios.
- 879 y 883: Sobre las quejas de los judíos contra los cristianos.
- 1003 o 1020: Excomunión de quienes aumentaron peajes ilegales entre Stapes y Toulouse.
- 13 de septembre del 1056: Bajo la presidencia de Raimbaud de Reillanne como «vicario del Papa Víctor II», «la asamblea conciliar promulga, por primera vez en el Sur, cánones contra la simonía y el nicolaísmo, contra la enajenación de los diezmos y contra el adulterio y el incesto».[2]
- 1060: Bajo la presidencia de Hugo de Cluny, legado papal.
- 1068: Bajo la presidencia de Hugo Leblanc, legado papal. Condena de la simonía y restablecimiento del obispado de Lectoure.
- 1075 y 1079: Bajo la presidencia de Hugo de Die, legado papal. Frotardo, obispo de Albi, es excomulgado y destituido por simonía.
- Pentecostés 1090: Convocada por los legados del Papa Urbano II, en presencia del Arzobispo de Toledo.
- Pentecostés 1110: Convocado por el legado Richard d'Albano, nacido Richard de Millau. Siendo el Papa Pascual II.
- febrero de 1118: Predicando la cruzada en España a favor de Alfonso I de Aragón que tomó Zaragoza en diciembre.
- 8 de julio de 1119: Presidido por el Papa Calixto II. Las doctrinas del predicador Pierre de Bruys son condenadas como heréticas.[2]
- 1124: Contra algunos monjes herejes.
- 1161: En presencia de los reyes Luis VII de Francia y Enrique II de Inglaterra, enviados del emperador Federico Barbarroja, legados del papa Alejandro III y del antipapa Víctor . La elección de Víctor es anulada y Alejandro III es reconocido como Papa.
- 1178: Los albigenses son condenados como herejes.
- 1219: Cuatro reglamentos promulgados por el diácono Romano Bonaventura.
- 1229: Fin de la guerra contra los albigenses, represión de la herejía por parte de la inquisición episcopal, entre otras cosas por la prohibición de leer la Biblia, tener una Biblia en lengua vernácula y traducirla del latín a la lengua vernácula Fundación de la Universidad de Toulouse  Cánones del Concilio de Toulouse, deposición legal de un brazo armado para la lucha contra las herejías.
- 1319: Los documentos se han perdido.
- 8 de junio de 1327: Consejo provincial convocado por el primer arzobispo de Toulouse Jean de Comminges.
- 1416: Asamblea Eclesiástica Provincial.
- mayo de 1590: Consejo Provincial convocado por el cardenal y arzobispo de Toulouse François de Joyeuse.

- Los sínodos diocesanos se celebraron en 1452, 1531, 1596, 1613, 1615, 1616, 1617, 1618, 1619, 1620, 1623, 1628, 1631, 1644, 1659, 1667, 1677, etc.